# Койл (мыза)
Койл (нем. Koil, Ко́хила, эст. Kohila mõis) — рыцарская мыза (имение) на севере Эстонии в посёлке Кохила. Согласно историческому административному делению, относилась к приходу Хагери уезда Харьюмаа; в годы Российской империи находилась на территории Эстляндской губернии, в настоящее время находится на территории волости Кохила уезда Рапламаа.

## История
Мыза Койл (Кохила) впервые упоминается в 1438 году. В XVI–XVIII столетиях мыза принадлежала дворянскому семейству фон Врангелей, в 1771–1906 годах — фон Бревернам. Позднее усадьба принадлежала бумажной фабрике.
На военно-топографических картах Российской империи (1846–1863 годы), в состав которой входила Эстляндская губерния, мыза обозначена как мз. Койлъ.

## Главное здание
Главное здание (господский особняк) мызы, стоящее на левом берегу реки Кейла, построено в первой четверти XIX столетия и  выполнено в стиле классицизма. До пожара, случившегося в ходе событий 1905 года, у мызы был треугольный фронтон на четырёх колоннах. При восстановлении здания его заменили балконом. С 1906 года здание принадлежало акционерному обществу «Кохилаская бумажная фабрика» (AS Kohila paberivabrik), в нём размещалась фабричная контора. Позже в здании работала школа.

## Мызный комплекс
В Государственный регистр памятников культуры Эстонии как памятники архитектуры внесены 6 объектов мызного комплекса: главное здание, дом управляющего, дом прислуги, амбар-сушилка (перестроен в библиотеку), каретник-конюшня и кузница. Охраняется государством также водяная мельница на реке Кейла, построенная владельцами мызы в 1875 году (в настоящее время в ней работает бар). 
Главное здание мызы находится в частной собственности, с 2013 года в нём работает школа и спортивный клуб «Aitado».

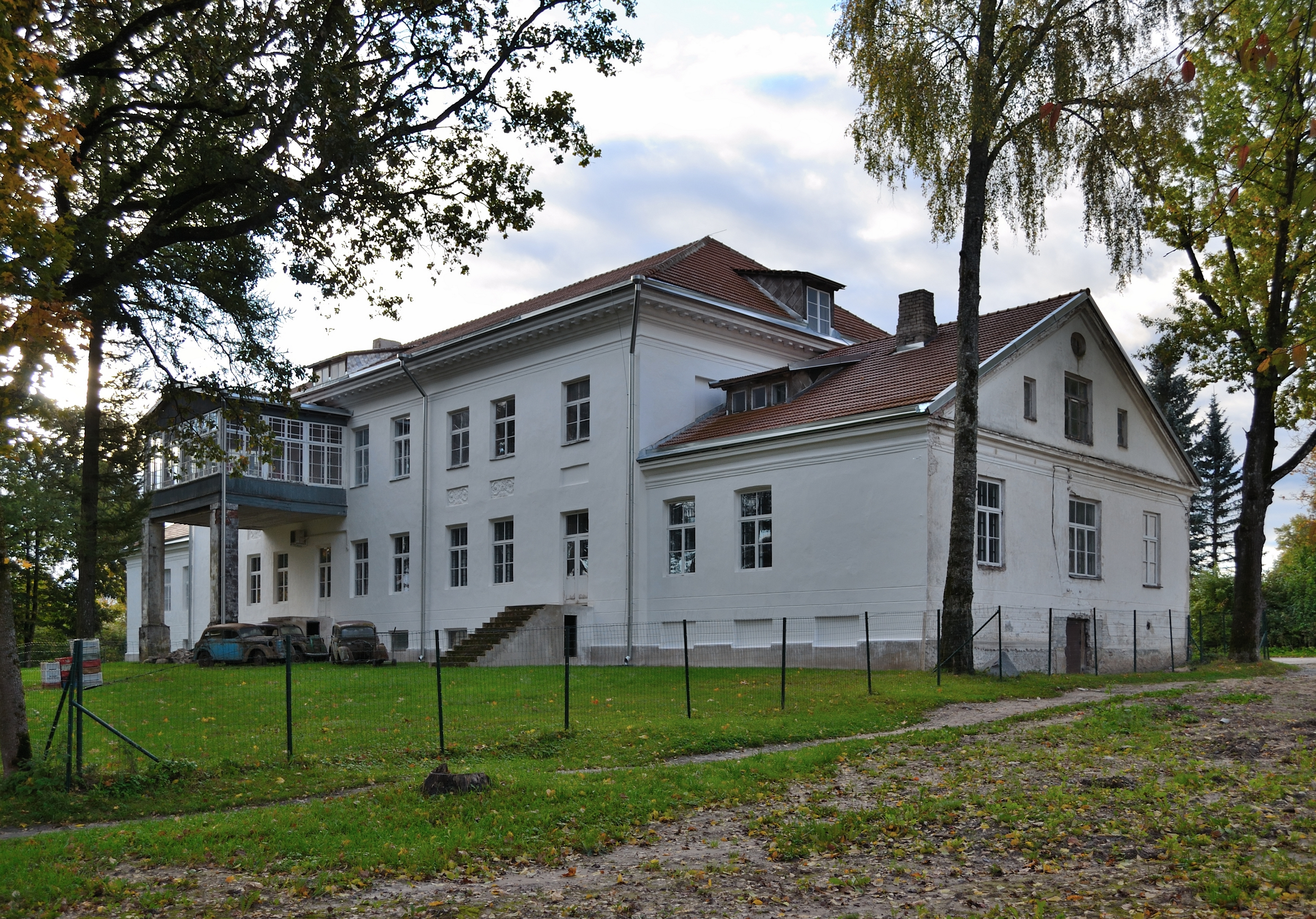
Задний фасад главного здания
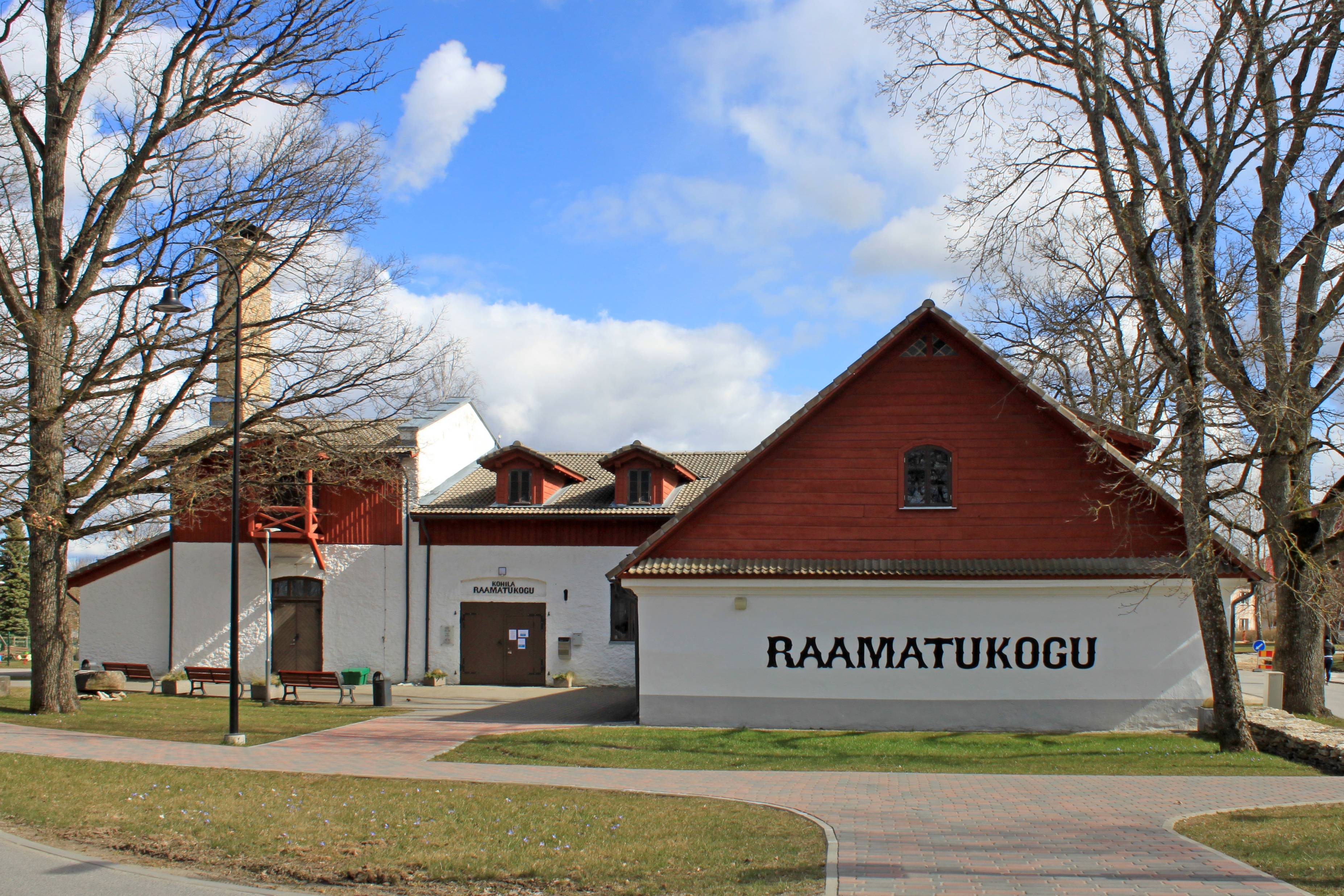
Амбар-сушилка
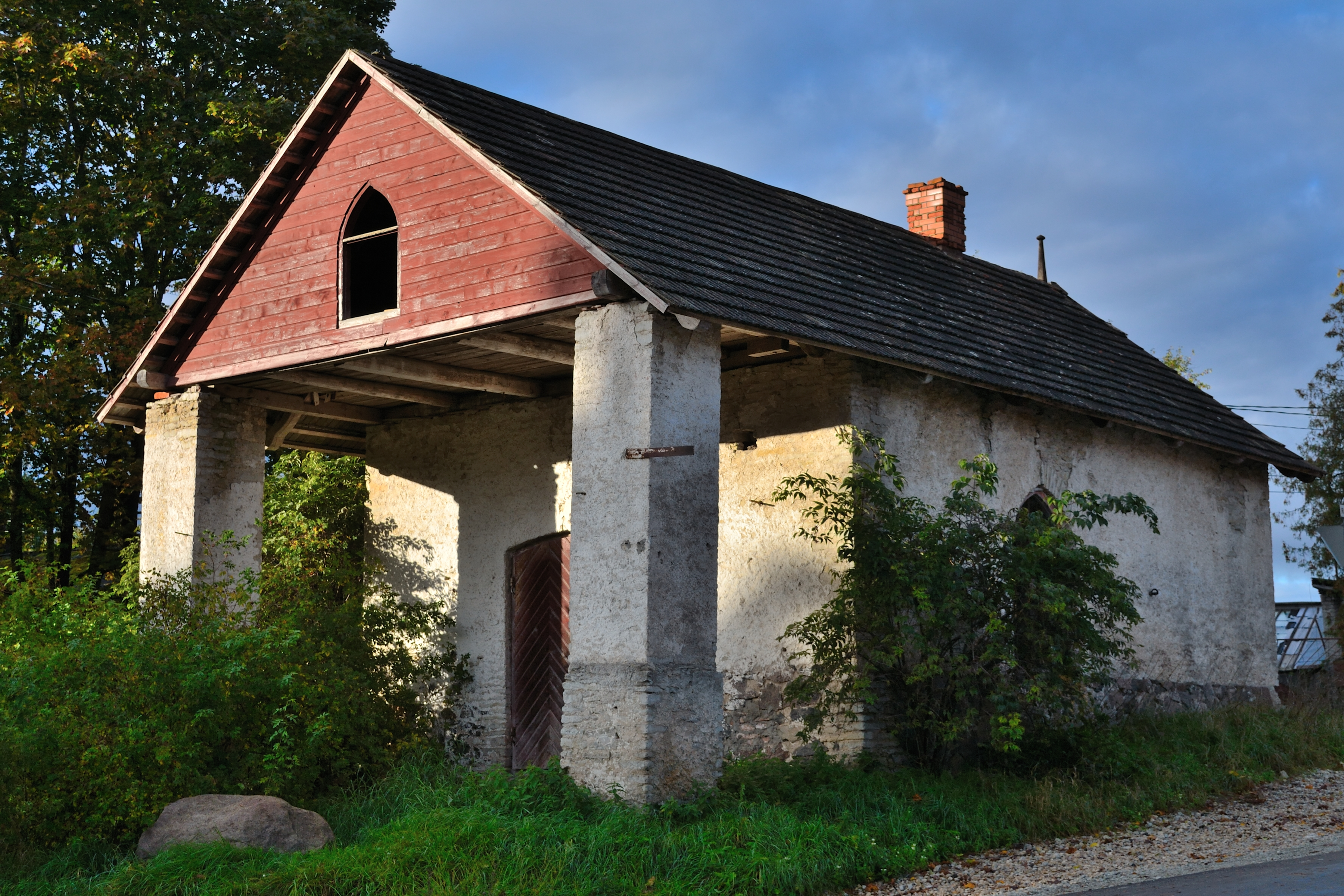
Кузница
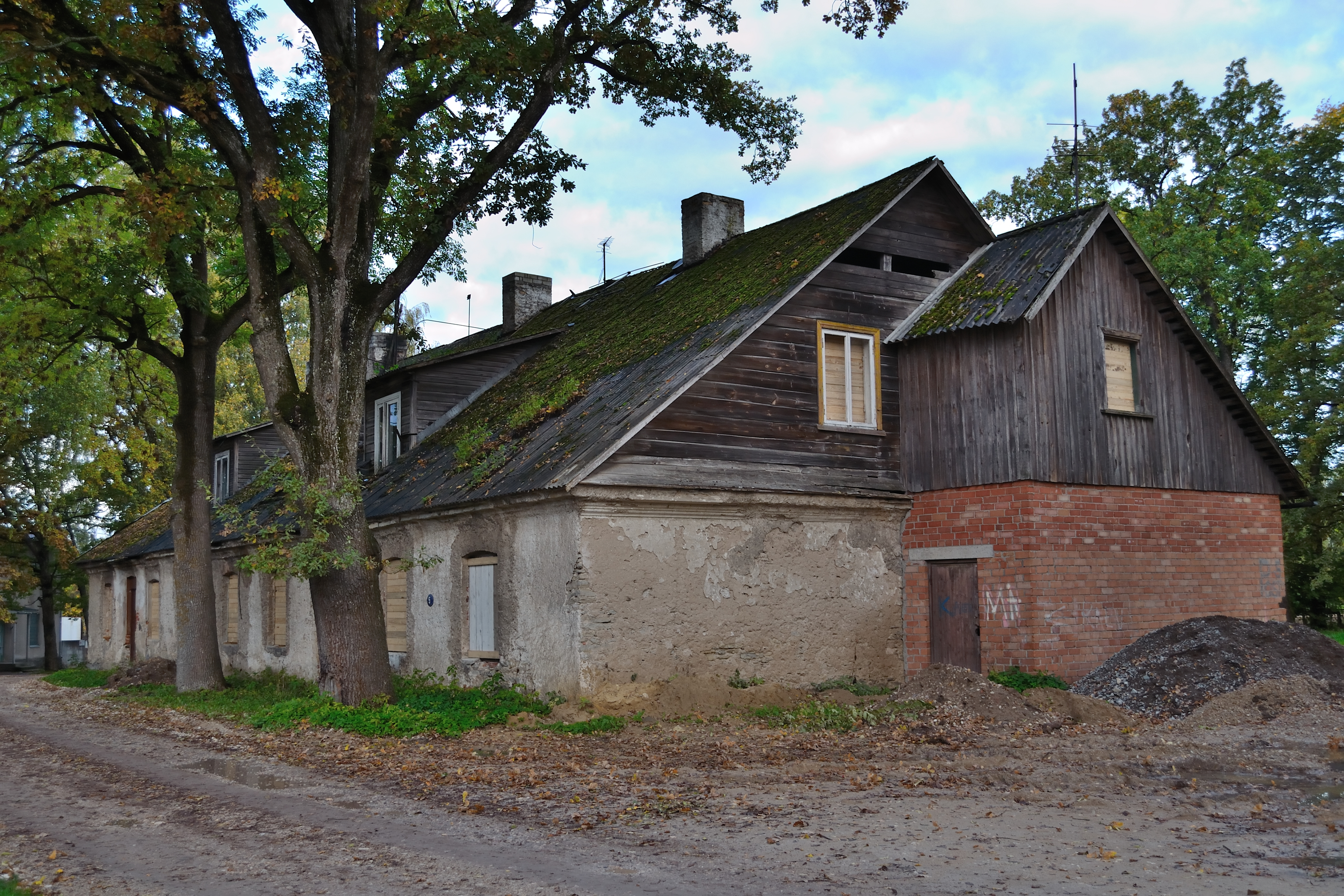
Каретник-конюшня
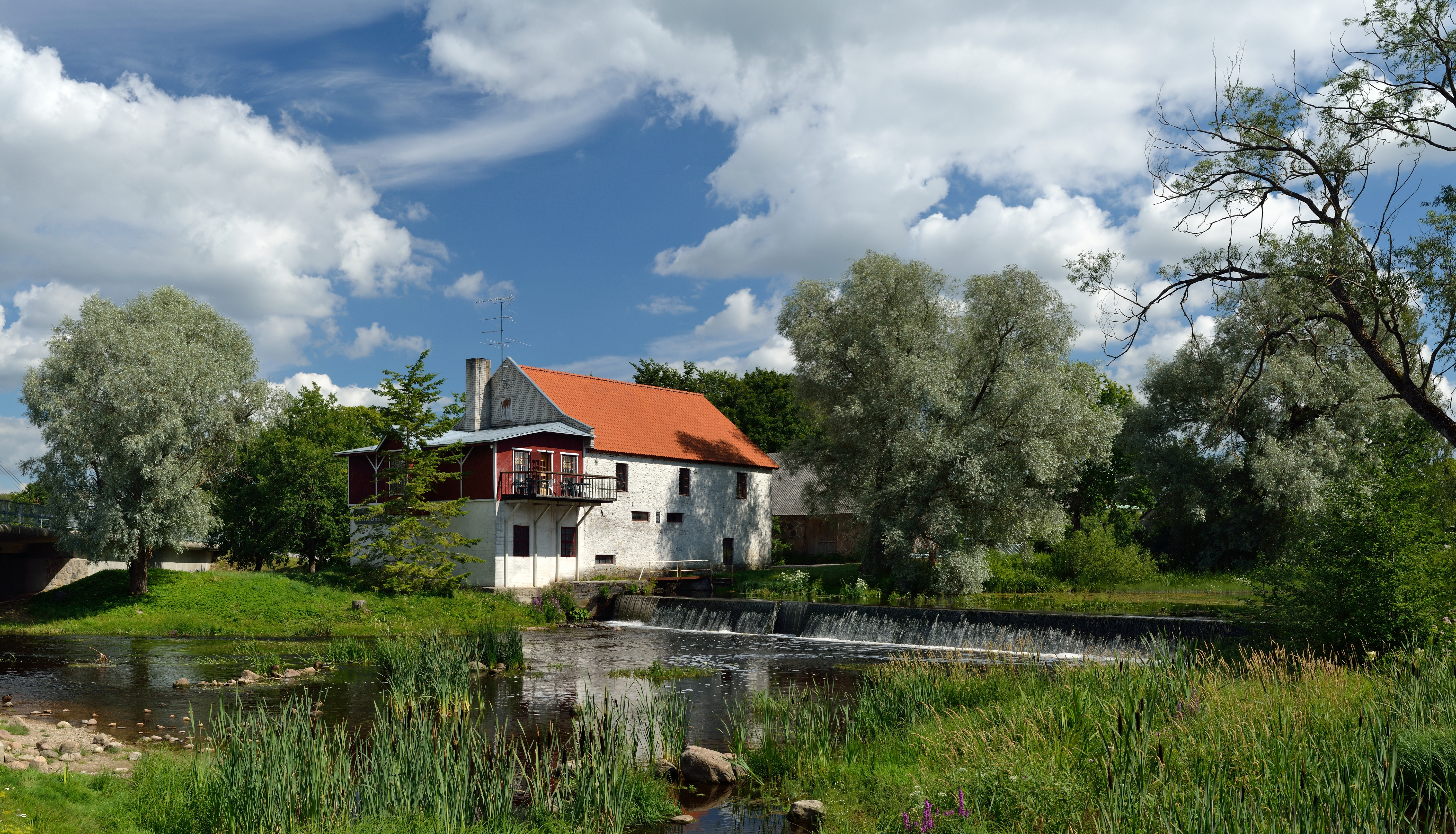
Водяная мельница